# Lista över chefer för British Museum
Detta är en lista över chefer för British Museum. Chefen för British Museum (engelska: Director of the British Museum) är chef  för British Museum i London, en post som för närvarande innehas av Neil MacGregor. Denne är ansvarig för institutionens allmänna förvaltning och rapporterar dess räkenskaper till den brittiska regeringen. Den faktiska ledningen av British Museum sköts dock av dess styrelse.
Vid museets tillkomst kallades dess högste tjänsteman Principal Librarian (ungefär 'överbibliotekarie'). Denna befattning blev Director and Principal Librarian ('chef och överbibliotekarie') 1898 och endast Director ('chef') 1973, vid separationen av British Library från museet.

## Principal Librarians (1756-1898)
- 1756–1772 Gowin Knight
- 1772–1776 Matthew Maty
- 1776–1799 Charles Morton
- 1799–1827 Joseph Planta
- 1827–1856 Henry Ellis
- 1856–1866 Anthony Panizzi
- 1866–1873 John Winter Jones
- 1873–1888 Edward Augustus Bond
- 1888–1898 Edward Maunde Thompson

## Director and Principal Librarians (1898-1976)
- 1898–1909 Edward Maunde Thompson
- 1909–1931 Frederic George Kenyon
- 1931–1936 George Francis Hill
- 1936–1950 John Forsdyke
- 1950–1959 Thomas Downing Kendrick
- 1959–1969 Frank Francis
- 1969–1974 John Wolfenden
- 1974–1976 John Pope-Hennessy

## Directors (1973-)
- 1973–1977 John Pope-Hennessy
- 1977–1992 David M. Wilson
- 1992–2002 Robert Anderson
- 2002–2015 Neil MacGregor
- 2016– Hartwig Fischer

### Fotnoter
1. ↑  Principal Librarians and Directors of the British Museum Arkiverad 23 augusti 2007 hämtat från the Wayback Machine., British Museum, London, UK.